# 98世界杯 (游戏)
《98世界杯》是EA体育在1997年取得国际足联授权后，开发的第一款官方国际足联世界杯足球游戏。《98世界杯》于1998年发行，平台版本包括Microsoft Windows、PlayStation、任天堂64和Game Boy。

与之前在平面以鸟瞰模式表现的世界杯题材游戏不同，本作的Windows版本使用了基于微软DirectX的3D游戏引擎。
本作在游戏中使用了正确的国家队队服（守门员为通用球衣），并且引入了球衣制造商的标志，获得了官方使用授权。
游戏引擎以《FIFA：98世界之路》使用的引擎为基础，增加了一些小改进，如比赛战术变化和球员站位调整等。
可在友谊赛模式下使用的球队包括未取得当届世界杯决赛资格的国家队。